# Erythroxylum gracilipes
Erythroxylum gracilipes é uma espécie de planta silvestre da família Erythroxylaceae. Distribui-se em partes da América do Sul e da América Central. A espécie contém o alcaloide cocaína e é utilizada por comunidades amazônicas por suas propriedades medicinais e como alimento.
Estudos  filogéneticos e filogeográficos indicam que a partir do cultivo por comunidades originárias por suas propriedades medicinales se desenvolveram as espécies Erythroxylum cataractarum,  E. coca e E. novogranatense.

## Distribuição
A espécie Erythroxylum gracilipes encontra-se na maior parte da bacia dos rios Amazonas e do Orinoco, em países como Bolívia, Brasil, Colômbia, Equador, Guiana, Guiana Francesa, Peru, Suriname e Venezuela. Também já foi encontrada em Honduras.
No Brasil, pode ser encontrada no Norte, nos estados de Amazonas, Pará e Rondônia, e no Centro-Oeste no estado de Mato Grosso. No Peru, foi encontrada no departamento de Huánuco.
Cresce principalmente no clima tropical úmido, como o bosque úmido montanhoso.

## Descrição
É um arbusto que distingue-se de outras espécies de Erythroxylum por suas folhas relativamente maiores (11 a 18 cm, em comparação a médias de 2,5 a 11 cm) com ápices acuminados.

## Taxonomia
A Erythroxylum gracilipes foi descrita pelo botânico austríaco Johann Joseph Peyritsch e a descrição publicada em Flora Brasiliensis 12(1): 159 em 1878. Pertence à secção Archerythroxylum do género Erythroxylum.
Um estudo de 2023 baseado em análise filogenéticos e filogeográficos de E. gracilipes, revelam que esta espécie é, provavelmente, parafilética e composta de ao menos duas clados principais, gracilipes1 e gracilipes2.
O estudo apontou que as variedades cultivadas de Erythroxylum coca var. coca (coca Huánuco) e E. c. var. ipadu (coca amazônica) são derivadas de gracilipes1, enquanto E. novogranatense e E. cataractarum podem ser derivar de gracilipes1 ou gracilipes2.

### Sinonimia
Tem quatro sinônimos heterotípicos:
- Erythroxylum cuatrecasasii W.A.Gentner em J. Washington Acad. Sci. 47: 6 (1957)
- Erythroxylum gracilipes var. exareolatum O.E.Schulz em H.G.A.engler (ed.), Pflanzenr., IV, 134: 83 (1907)
- Erythroxylum novogranatense var. macrophyllum Ou.E.Schulz em H.G.A.engler (ed.), Pflanzenr., IV, 134: 87 (1907)
- Erythroxylum recurrens Huber in Bol. Mus. Goeldi Hist. Nat. Ethnogr. 5: 417 (1909)

## Importância cultural e econômica
As folhas de E. gracilipes são utilizadas por suas propriedades relaxantes e para tratar reumatismos na medicina tradicional dos povos kichwa na parte superior do rio Napo, na amazônia equatoriana.
As análises de amostras provenientes da Venezuela identificaram uma quantidade de 0.0001–0.0005% de cocaína na folha.